# Juan Soreda

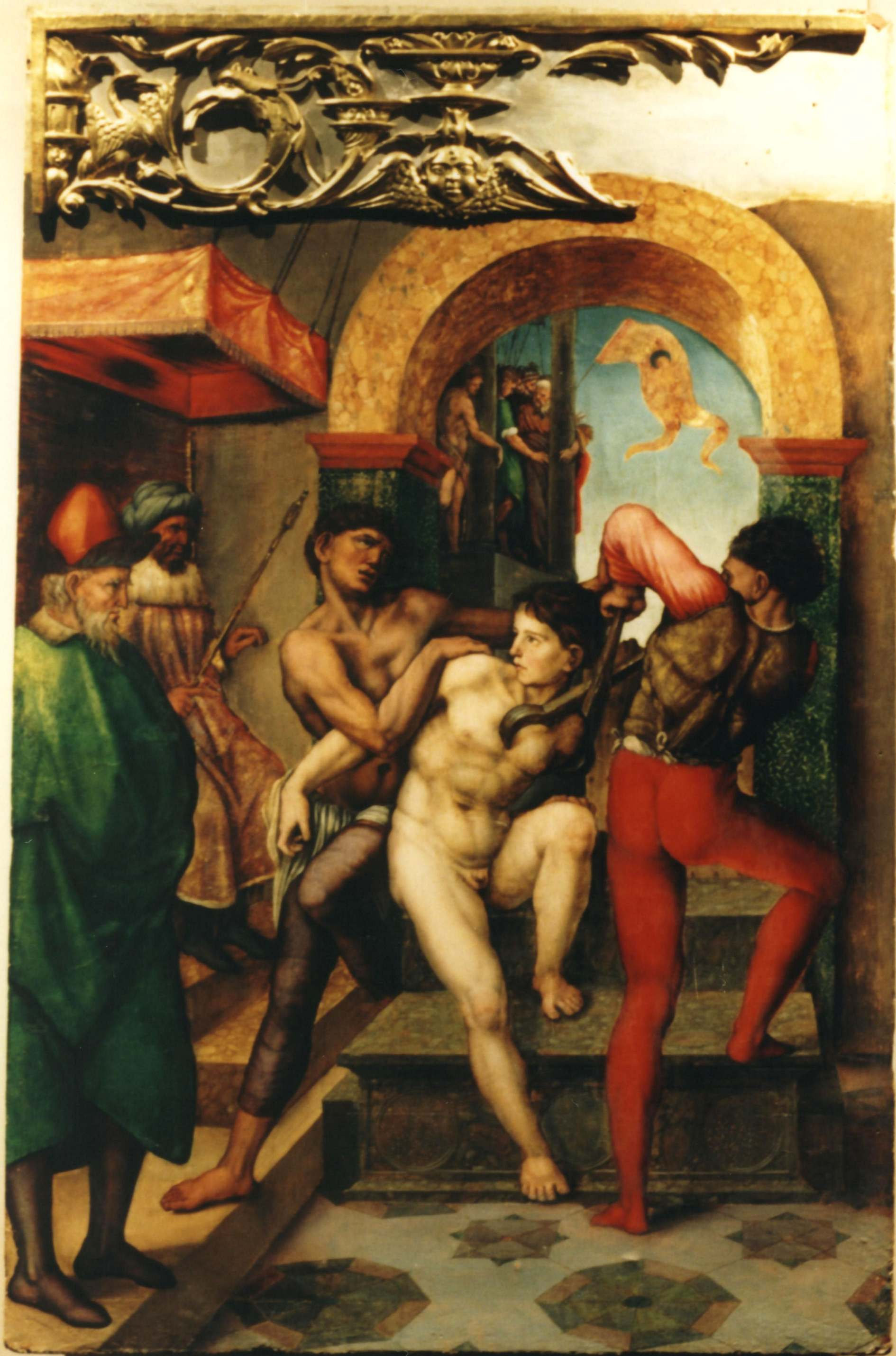
San Pelayo torturado por orden de Abderramán III, óleo sobre tabla (110 x 85 cm), retablo mayor de la iglesia parroquial de San Pelayo Mártir, Olivares de Duero.

Juan Soreda (fl. 1506-1537) fue un pintor renacentista español activo en tierras de Sigüenza, Valladolid y El Burgo de Osma, donde falleció en agosto de 1537.

## Datos biográficos y obra conocida
Originario, quizá, del ámbito catalano-balear y conocedor de la pintura italiana y nórdica a través del manejo de estampas, la primera noticia biográfica es de 1506 y hace referencia al desaparecido retablo de Sienes (Guadalajara), adjudicado finalmente a otro pintor. Soreda es mencionado allí en compañía de Hernando del Rincón de Figueroa. En 1507 recibió un primer pago por el retablo de Luzón (Guadalajara), algunas de cuyas tablas pasaron a la iglesia de Torremocha del Pinar en la misma provincia, donde aún se conservan. Los pagos continuaron hasta 1512 en que se dio el finiquito a su oficial, Pedro de la Puente, pintor documentado en Sigüenza y Molina de Aragón. Esta presencia documentada de un oficial a su servicio indica que en esas fechas disponía ya de un taller de cierta importancia.

### Torremocha del Pinar
Las tablas de Torremocha del Pinar (Anunciación, Visitación, Presentación en el templo, Calvario y Circuncisión, esta última atribuida a Pedro de la Puente), las más primitivas de la producción de Soreda de las que se tiene noticia, manifiestan el conocimiento de la obra de Juan de Borgoña y de Pedro Berruguete junto a la utilización de estampas italianas, singularmente de Marcantonio Raimondi, de quien toma literalmente la figura de la Virgen en el Calvario, un recurso que será constante en toda su obra conocida.

### Retablo de Santa Librada de Sigüenza
Entre 1526 y 1528 trabajaba en el retablo dedicado a santa Librada de Sigüenza en su capilla de la catedral seguntina, su obra más conocida. Inserto en una capilla funeraria, el pequeño retablo consta de tres calles y dos cuerpos con la calle central más ancha y alta, con profusa decoración fantástica y vegetal. Sus seis tablas están dedicadas a la vida de la santa, excepto el Calvario del cuerpo superior central: Librada y sus hermanas ante Catelio, Librada y sus hermanas deliberan sobre su suerte, Librada muestra el camino del cielo a una de sus hermanas, Decapitación de Santa Librada y Santa Librada entronizada. La más interesante quizá sea esta última, en la que la figura de la santa se inspira en la estampa de la Virgen de la nube de Raimondi sobre una composición de Rafael. Tras ella, un edificio de planta centralizada, que recuerda a menor escala el de La escuela de Atenas, con hornacinas, que cobijan imágenes de Cupido, y un friso fingido de mármol con la representación de cuatro trabajos de Hércules. Las alusiones al mundo clásico se completan con una serie de medallones de emperadores y un friso inferior con tritones y nereidas. En esta ocasión, junto a las estampas grabadas de Nicoletto da Modena y Giovanni Antonio da Brescia, de las que se sirvió para los cupidos, Soreda utilizó unas conocidas plaquetas de bronce de Moderno imitadas en los trabajos hercúleos.
Elementos rafaelescos a través de las estampas de Raimondi han sido empleados también en las tablas restantes. Así, una conocida estampa del Martirio de Santa Cecilia proporcionó la figura del verdugo que muestra la cabeza decapitada de una de las hermanas en la Santa Librada mostrando el camino del cielo, y las imágenes del juez y del ángel que sobrevuela la escena en la Decapitación de santa Librada, en tanto el verdugo que levanta aquí la espada reproduce la figura del sayón que marcha delante de la cruz en El Pasmo de Sicilia, grabado por Agostino Veneziano.

### Retablo de San Pelayo
Independientemente de los significados alegóricos y morales que bajo estas figuras se puedan buscar, este modo de trabajar, dependiente de un crecido repertorio de estampas utilizadas como modelos para componer tanto las figuras principales como los fondos decorativos, es lo que se encuentra también en el retablo mayor de la iglesia parroquial de San Pelayo de Olivares de Duero (Valladolid), pintado hacia 1532 y atribuido a Soreda. Compuesto por cincuenta y una tablas, en las que se aprecian diversas manos por la intervención del taller, el maestro demuestra en ellas estar al día en lo que a estampas se refiere, empleando ahora junto a los grabados de Lucas van Leyden, Durero o Raimondi, reproducciones de los frescos de Miguel Ángel en la Capilla Sixtina, empleadas indiscriminadamente en composiciones que, como las de los profetas y sibilas de la predela, se recortan todavía sobre fondos dorados a la manera de Pedro Berruguete. Buen ejemplo de ello puede ser la Sibila Frigia, derivada de la miguelangelesca Sibila Délfica, o el Profeta Daniel, en el que a la influencia de Miguel Ángel hay que añadir la utilización nuevamente de las plaquetas de Moderno (Hércules y el león de Nemea y David vencedor de Goliat) en relieves decorativos.
Dedicado a san Pelayo, el adolescente cordobés martirizado por Abderramán III por negarse a satisfacer sus deseos deshonestos, las tablas del primer cuerpo narran la leyenda del santo potenciando el interés por la figura humana y el desnudo masculino, como puede verse en la escena de su tortura, centrada en el cuerpo estilizado y refinado del muchacho, a la vez que se evitan los aspectos más dramáticos del martirio. De nuevo el rico repertorio de estampas coleccionado será el que proporcione los modelos para los desnudos, como el del verdugo que se agacha a recoger la cabeza decapitada del joven mártir, tomada de la estampa de David con la cabeza de Goliat. En otras figuras, como el San Juan Evangelista de una de las entrecalles, la estilización es mayor, llegándose en ellas a una formulación auténticamente manierista, a la manera, ahora, de Alonso Berruguete.

### Retablo de San Pedro en Valdeande

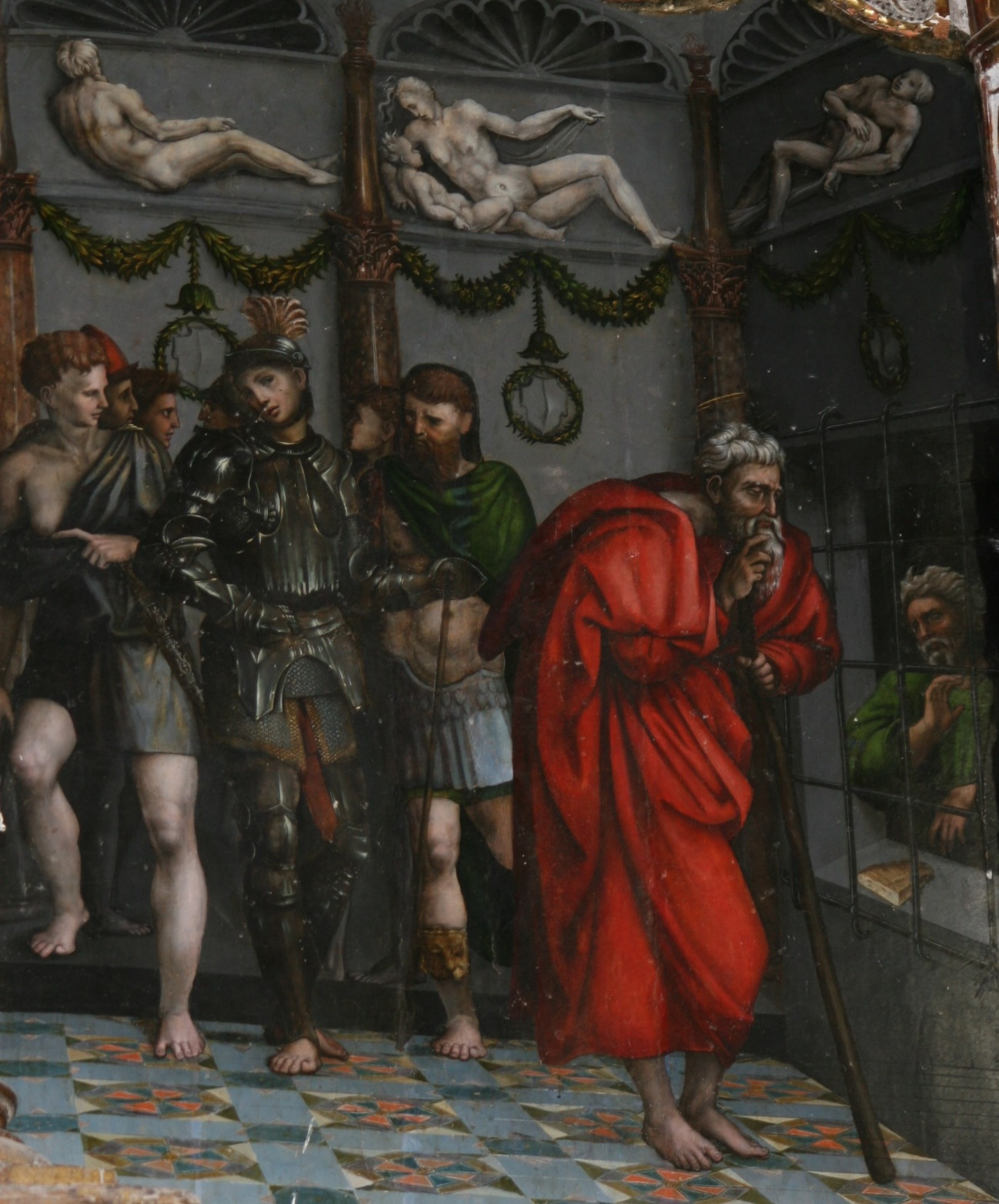
San Pablo visita a san Pedro en la cárcel, retablo mayor de la iglesia parroquial de San Pedro, Valdeande (Burgos)

El retablo mayor de la iglesia parroquial de Valdeande (Burgos), dedicado a san Pedro, aparece firmado por «Juan Sureda» en las cresterías del primer cuerpo y en algunos reversos y otros puntos del ático, donde también aparece la firma de un desconocido «Castañeda», quizá miembro del taller que se ocupó de la realización del retablo, en el que se advierten algunas diferencias estilísticas nada raras por el modo de trabajar de la época. Sin banco y estructurado en cinco calles y tres cuerpos más ático, consta de catorce tablas enmarcadas en una estructura gótico-plateresca. En el primer cuerpo están representadas cuatro escenas de la vida de Cristo, de la Última cena a su Ascensión a los cielos ordenadas de derecha a izquierda, del mismo modo que las cuatro del segundo cuerpo, dedicado a san Pedro: Negación de san Pedro, Quo vadis, San Pablo visita a san Pedro en la cárcel y Crucifixión de san Pedro. En el tercer cuerpo, flanqueando la Asunción de la Virgen que ocupa la calle central, San Miguel venciendo al demonio y y tres parejas de santos, con el Calvario en el remate. Aquí también, como en el resto de su obra conocida, es abundante el empleo de figuras y aún de fondos de paisaje tomados de distintas estampas para componer cada una de sus escenas, teniendo como resultado final, en ocasiones, la falta de unidad.
Muy característico de ese modo de hacer es la tabla que representa a san Pablo visitando a san Pedro en su prisión: con objeto de recrear lo que sería un edificio de la antigua Roma, Soreda dispuso en lo alto de la habitación, a la manera de friso, relieves fingidos en grisalla con figuras desnudas recostadas, una de ellas, una figura femenina con un niño, repetición exacta de la que aparece a los pies de san Juan Evangelista en Olivares de Duero, lo que indica la mediación de una estampa, aunque esta no haya podido ser identificada. Otras figuras son deudoras de grabados principalmente de Marcantonio Raimondi —del Martirio de san Lorenzo, basado en un dibujo de Baccio Bandinelli, y del Juicio de París, según Rafael, además de su serie de los Piccoli santi, utilizada en las parejas de santos del tercer cuerpo— y, en menor medida, de Zoan Andrea y de Caraglio. 

### Otras obras
Se han puesto también en relación con Soreda tres tablas de la Concatedral de San Pedro de Soria: la Presentación en el templo, la Anunciación y la llamada Virgen de la Silla, con ecos de Rafael, cercana en estilo y cronología a la santa Librada de la catedral de Sigüenza, para la que se pudo servir de un grabado de Agostino Veneziano. Además, entre otras, de una Virgen con el Niño del Museo Catedralicio de El Burgo de Osma y otra tabla del mismo asunto en el Museo de Dijon, una predela en el Museo Lázaro Galdiano, formada por San Francisco de Asís, Santiago el Mayor, Cristo muerto sostenido por la Virgen y san Juan, la Verónica y una pareja de donantes en los extremos, las Sibilas y Profetas ahora en la iglesia de San Gil en Atienza, y una Virgen con el Niño y un ángel de la colección BBVA.
Por otra parte, varias de las tablas de un retablo desmantelado conservadas en la iglesia de la Natividad de Santa María de Riaza, a donde llegaron procedentes del convento de San Francisco de Ayllón perteneciente en su momento a la diócesis de Sigüenza, atribuidas por Fernando Collar de Cáceres al Maestro de Ventosilla en contacto con el arte de Soreda, podrían ser, en opinión de Fiz Fuertes, atribuidas a este. En concreto las que representan a David, Salomón y la Asunción de la Virgen, cuyos tipos humanos se encuentran del mismo modo en el banco con el apostolado pintado por Soreda para la catedral de Sigüenza hacia 1520. También podrían ser de Soreda las tablas encastradas en dos retablos dieciochescos de la iglesia parroquial de Nuestra Señora del Castillo en Baños de Valdearados, localidad burgalesa anteriormente perteneciente a la diócesis de El Burgo de Osma. Obra en la que la participación del taller debió de ser muy amplia, el estilo de Soreda se aprecia en las tablas mejores, como el Calvario del ático, réplica del pintado por Soreda en el retablo de santa Librada de Sigüenza, o el Árbol de Jesé, tradicionalmente creído obra flamenca o relacionada con ella pero en el que para la figura del patriarca del que brota el árbol Fiz Fuertes observa que el artista se sirvió de la representación alegórica del río en la estampa del Juicio de Paris según Rafael, estampa utilizada también en el retablo de Valdeande.